# Le avventure di André & Wally B.
Le avventure di André & Wally B. (The Adventures of André & Wally B.) è un cortometraggio d'animazione statunitense del 1984 scritto, diretto e coprodotto da Alvy Ray Smith.
Il corto è il primo in computer grafica prodotto dal Lucasfilm Computer Graphics Project, una divisione della Lucasfilm e predecessore della Pixar. Il cortometraggio fu rivoluzionario per gli standard dell'epoca e contribuì a suscitare l'interesse dell'industria cinematografica per l'animazione al computer.
L'animazione del film è di John Lasseter e fu il suo primo progetto di animazione al computer con la Lucasfilm. In parte come risultato del successo di questo progetto e di altri che seguirono, Lasseter divenne un dirigente della Pixar. Il film fu proiettato, in una versione incompleta, il 25 luglio 1984 al SIGGRAPH di Minneapolis.

## Trama
In una foresta, all'alba, un buffo androide di nome André (ispirato all'aspetto di Topolino) viene svegliato dal ronzio di un calabrone, Wally B., che gli si avvicina minacciandolo di pungerlo toccandogli il naso. Quando André indica verso una direzione, l'ape guarda dove gli è stato indicato e André coglie l'opportunità di scappare. Wally insegue e raggiunge André tentando di pungerlo, ma urta contro un albero, ritrovandosi con il pungiglione piegato e storto. L'ape tenta di fuggire, ma, per tutta risposta, viene colpita dal cappellino di André.

## Produzione
Il titolo è un omaggio al film del 1981 La mia cena con André. In origine avrebbe dovuto intitolarsi My Breakfast with André ed essere incentrato su un risveglio insieme a un androide. Il risveglio dell'androide avrebbe dovuto simboleggiare l'ascesa dell'animazione al computer stessa.
Le avventure di André & Wally B. è frutto della collaborazione di Alvy Ray Smith, che aveva collaborato al video Sunstone (1979) dell'artista sperimentale Ed Emshwiller e John Lasseter, un ex collaboratore della Disney che era stato contattato dalla Lucasfilm per realizzare una vera e propria animazione in computer grafica. Entrambi gli animatori erano accomunati dall'idea che i tempi fossero ormai maturi per realizzare film in cui l'animazione fosse dominata dalla computer grafica.
Lasseter, dal canto suo, aveva già acquisito esperienza con la tecnica della computer grafica alla Disney, e il suo obiettivo a lungo termine era la realizzazione di un lungometraggio animato interamente in CGI. Riuscì ad accordarsi per un lavoro come interface designer e iniziò un progetto che si sarebbe poi rivelato il suo primo cortometraggio animato al computer assieme alla Lucasfilm. Lasseter aveva previsto di animare al computer soltanto gli sfondi, invece vennero animati anche i personaggi. Nel realizzare dei personaggi animati si trovò di fronte ad una difficoltà: si potevano utilizzare soltanto semplici forme geometriche (cilindri, sfere, etc...), che non gli consentivano di dare al corpo dei personaggi la flessibilità che avrebbe dato loro la maggior parte dell'espressività. Sottopose il problema ai tecnici della Pixar che, in risposta, crearono la forma a goccia. Questo oggetto era costituito da una semisfera rivolta verso il basso, sovrastata ad una certa distanza da una semisfera molto più piccola. Si lasciava al computer il compito di riempire lo spazio vuoto. In questo modo, muovendo le due semisfere l'una rispetto all'altra, l'oggetto si piegava. Lasseter utilizzò questa forma per realizzare il corpo di un robottino e le zampe di un'ape.
L'animazione del cortometraggio era rivoluzionaria, con il primo utilizzo del motion blur nell'animazione CGI e complessi sfondi 3D, dove gli stili di illuminazione e i colori erano ispirati a Maxfield Parrish e realizzati utilizzando sistemi di particelle. Poiché i modelli CGI a quel tempo erano limitati a forme geometriche rigide, Smith descrisse André come un robot. Ma Lasseter si rese conto che era possibile realizzare un personaggio più cartoonesco e dall'aspetto più morbido nonostante queste limitazioni, poiché anche il design di Topolino di Ub Iwerks era fatto quasi interamente di forme geometriche. Dopo aver terminato il design di André, Lasseter non era soddisfatto di quanto fosse difficile far esprimere al suo personaggio emozioni e atteggiamenti attraverso la sua postura e si spinse oltre chiedendo forme manipolabili a cui poter applicare lo stile squash and stretch. Fu renderizzato su due supercomputer Cray X-MP presso il centro informatico della Cray Research a Mendota Heights, dieci superminicomputer VAX-11/750 presso il Project Athena al MIT e un computer VAX-11/780 e tre VAX-11/750 presso la Lucasfilm. Queste macchine erano spesso disponibili solo di notte e gran parte del film fu quindi realizzato in notturna. La Cray Research permise di usare il loro computer nella speranza che la Lucasfilm ne acquistasse uno. La colonna sonora del film fu prodotta in parte da SoundDroid.

## Distribuzione
Il film debuttò il 25 luglio 1984 a Minneapolis alla conferenza annuale SIGGRAPH, sebbene 2 inquadrature o circa 6 secondi del film fossero incomplete e realizzate con rendering wireframe sugli sfondi completati. Il rendering finale del film fu proiettato un mese dopo, il 17 agosto, all'International Animation Festival di Toronto. Il film fu anche presentato al Digicon '85.

### Edizioni home video

#### VHS e Laserdisc
Nel 1988 il cortometraggio fu inserito nell'antologia State of the Art of Computer Animation, distribuita in America del Nord dalla Pacific Arts Video in VHS e Laserdisc. Nel 1996 fu inserito come extra nell'edizione deluxe in Laserdisc di Toy Story - Il mondo dei giocattoli e nella VHS Tiny Toy Stories, distribuite in America del Nord dalla Walt Disney Home Video.

#### DVD e Blu-ray Disc
Una versione rimasterizzata in alta definizione de Le avventure di André & Wally B., con un commento audio opzionale di John Lasseter, Eben Ostby e William Reeves, è inclusa nella raccolta I corti Pixar collection - Volume 1, uscita in DVD-Video e Blu-ray Disc nell'autunno del 2007.